# Joan Ferrer Costa
Joan Ferrer Costa (Calella, 17 de maig de 1960) és un filòleg, professor, escriptor i traductor català. Llicenciat en Teologia i en Geografia i Història, és doctor en Filologia Semítica. Des del 2003, és professor titular d'Estudis Hebreus i Arameus del Departament de Filologia i Comunicació de la Universitat de Girona (UdG) i, des de 2017, president de l'Associació Bíblica de Catalunya. A més, exerceix de professor de Sagrada Escriptura a la Facultat de Teologia de l'Ateneu Universitari Sant Pacià i anteriorment n'havia fet a l'Institut Superior de Ciències Religioses de Girona.

## Trajectòria
Es doctorà en filologia semítica (hebreu i arameu) l'any 1989 amb una tesi intitulada El targum d'Osees en tradició iemenita. Ha estat deixeble d'Enric Cortès (hebreu), Josep Ribera (arameu) i Frederic Raurell (Sagrada Escriptura). Va ser catedràtic d'institut de batxillerat de llengua i literatura catalanes durant vint anys (1984-1992) i va exercir de professor associat d'Estudis Hebreus i Arameus de la Universitat de Barcelona durant tres anys (1995-1998).
Ha estat deixeble i col·laborador del lingüista Joan Coromines. Va redactar el volum X del Diccionari etimològic i complementari de la llengua catalana de Joan Coromines i tingué cura de l'edició de l'Onomasticon Cataloniae, del mateix autor.
Ha escrit diversos llibres de filologia semítica (hebreu, arameu, siríac), d'ídix i de filologia catalana. Ha estat traductor de la Bíblia al català. El maig de 2013 publicà, amb el poeta Narcís Comadira, una versió i comentari del poema d'amor bíblic Càntic dels càntics.
Va ingressar com a acadèmic numerari de la Reial Acadèmia de Bones Lletres el 13 de juny de 2013 amb un discurs intitulat Les traduccions de l'Apocalipsi del Pare Guiu Camps, que va rebre la resposta de l'acadèmic Josep Massot i Muntaner.

## Obres (selecció)
- El Targum d'Osees en tradició iemenita (Col·lecció de Tesis Doctorals Microfitxades núm. 869), Barcelona: Publicacions Universitat de Barcelona 1991, 652 pp.
- Traducció de l'hebreu dels llibres d'Isaïes, Osees, Amós, Nahum, Habacuc i Sofònies. Traducció del grec del llibre de l'Eclesiàstic. A Bíblia catalana. Traducció interconfessional, Barcelona: Associació Bíblica de Catalunya – Editorial Claret – Societats Bíbliques Unides 1993.
- Manual de gramática siríaca. Barcelona: Universitat de Barcelona, 1999. Coautoria amb M. A. Nogueras.
- Breve diccionario Siríaco. Barcelona: Universitat de Barcelona, 1999. Coautoria amb M. A. Nogueras.
- Hebreu: llengua, literatura, gramàtica. Girona: Universitat de Girona, 2002.
- Hebreu bíblic. Girona: Universitat de Girona, 2002.
- Esbozo de historia de la lengua aramea. Córdoba: Universidad de Córdoba; Barcelona: Universitat de Barcelona, 2004.
- El yídish: historia y gramática de una lengua judía, Girona: Universitat de Girona i Observatori de les Llengües d'Europa i de la Mediterrània, 2008.
- El verb hebreu: conjugació i petit diccionari. Girona: Universitat de Girona i Observatori de les Llengües d'Europa i de la Mediterrània, 2010.
- La saviesa dels pares d'Israel. El tractat Abot de la Misnà (traducció). Barcelona: Fragmenta Editorial, Barcelona, 2010.
- Càntic dels càntics de Salomó (edició i traducció). Barcelona: Fragmenta Editorial, 2013. Coautoria amb Narcís Comadira.
- Contes cabalístics (edició i traducció). Barcelona: Fragmenta Editorial, 2017. Coautoria amb Jordi Sidera.
- Pickwick (documents pòstums del Club d'aquest nom), de Charles Dickens (traducció de Josep Carner). Barcelona: Univers, 2020. Coeditat amb Jaume Coll.[7]